# Penthéréaz
Penthéréaz – miejscowość i gmina (commune) w zachodniej Szwajcarii, w kantonie Vaud, w okręgu (district) Gros-de-Vaud. Leży nad rzeką Talent.

## Demografia
W Penthéréaz mieszka 416 osób. W 2021 roku 5,5% populacji gminy stanowiły osoby urodzone poza Szwajcarią. 